# Silvio André Vital Junior
Silvio André Vital Junior é um pesquisador e gestor brasileiro na área de inovação, empreendedorismo e ecossistemas de inovação. Atua em projetos voltados para inovação aberta, ambientes de inovação e políticas públicas de desenvolvimento socioeconômico, especialmente no Nordeste e na região Centro-Oeste do Brasil.

## Biografia
Silvio Vital nasceu em Olinda, Pernambuco. Graduado em Sistemas de Informação pela Universidade de Pernambuco (2016), especialista em Gestão Ágil de Projetos pela Cesar School (2019) e mestre em Gestão, Inovação e Consumo pela Universidade Federal de Pernambuco (2023), com a dissertação Medindo a capacidade inovadora e empreendedora para formulação de políticas públicas nos ecossistemas do Agreste Pernambucano. Em 2025 iniciou o doutorado em Engenharia de Computação pela Universidade de Pernambuco.

## Carreira
Iniciou a trajetória profissional como estagiário no Núcleo de Tecnologia e Inovação da Universidade de Pernambuco (2014). Foi analista de inovação no Porto Digital, em Caruaru, onde coordenou a incubadora de startups do Armazém da Criatividade (2019–2020) conquistando um titulo nacional de melhor incubadora de impacto do pais pela Anprotec..
Em 2020, fundou o Garoa Habitat de Inovação, ambiente que estruturou programas de incubação e pré-incubação e inovação aberta voltados para empresas do agronegócio no Nordeste, apoiando mais de 85 projetos desenvolvidos dentro de 2 anos. Entre 2022 e 2023, liderou projetos de inovação aberta na Neo Ventures em Hubs de inovação no setor de Mineração e Agronegócio (Silo Hub e Mining Hub), interagindo como industrias como Nestlé, Anglo American, Vale e Gerdau. Desenvolveu as metodologias para o Umbuh Hub, o hub de inovação aberta no setor de eletricidade vinculado ao Instituto Nacional do Semiárido (INSA/MCTI) e a CHESF.
Foi coordenador técnico da Incubadora Sertão Maker, no Instituto Federal do Sertão Pernambucano (2022–2024), e coordenador de inovação no Complexo Industrial Portuário de Suape (2024). Desde 2025, atua como Coordenador de Projetos Especiais em Ambientes de Inovação no Porto Digital, responsável pelo desenvolvimento de distritos de inovação em articulação com governos, universidades e comunidades pelo Brasil.

## Produção acadêmica
Vital Junior possui diversos artigos publicados em periódicos nacionais e internacionais, com destaque para estudos sobre Sustentabilidade 4.0 e ecossistemas de inovação. Também publicou capítulos de livros voltados à agroecologia e políticas de inovação.
Participa de grupos de pesquisa como o MeQuanTD (Métodos Quantitativos para a Tomada de Decisão) e o GREAT (Grupo de Estudos Avançados em Tecnologia da Informação e Comunicação).

## Reconhecimentos
- Campeão do Simpósio Brasileiro de Tecnologia e Inovação (2017).
- 2º lugar no Startup Weekend Serra Talhada, promovido pela Techstars/Google (2017).

## Áreas de atuação
- Inovação aberta e ecossistemas de startups
- Gestão ágil de projetos
- Políticas públicas e indicadores de inovação
- Modelos de Maturidade em Dados
- Arquitetura e engenharia de software